# Xevioso amica
Xevioso amica är en spindelart som beskrevs av Griswold 1990. Xevioso amica ingår i släktet Xevioso och familjen Phyxelididae. Inga underarter finns listade i Catalogue of Life.